# لوندسبرون
لوندسبرون (به سوئدی: Lundsbrunn) یک منطقهٔ مسکونی در سوئد است که در بخش یاتنه واقع شده‌است. لوندسبرون ۱٫۲۴ کیلومتر مربع مساحت و ۸۸۷ نفر جمعیت دارد.